# Horror Epics
Horror Epics è un album degli The Exploited, pubblicato nel 1985 da Combat Records. La traccia con il nome del titolo dell'album tratta l'orrore della fame nei paesi del terzo mondo e la tendenza occidentale di non tenerne conto.

## Tracce
Tutte le tracce sono state scritte da Wattie Buchan e Mick Tyas tranne dove specificato
1. Horror Epics –  5:04
2. Don't Forget The Chaos –  3:05 (Buchan)
3. Law And Order –  2:52
4. I Hate You–  1:38 (Buchan)
5. No More Idols –  4:55
6. Maggie –  2:35
7. Dangerous Visions –  3:35
8. Down Below –  4:18
9. Treat You Like Shit –  3:38
10. Forty Odd Years Ago –  2:56
11. My Life –  5:39
12. Race Against Time –  4:21
13. Propaganda –  2:26  (Buchan)

## Formazione
- Wattie Buchan - voce
- Karl - chitarra
- Wayne - basso
- Willie Buchan - batteria